# El tren de la vida
El tren de la vida  (títol original: Train de vie) és una pel·lícula belgo- franco-israelo-holandeso-romanesa dirigida per Radu Mihaileanu, estrenada el 1998. Ha estat doblada al català. Descriu la temptativa dels habitants d'un shtetl d'escapar a la deportació organitzant ells mateixos un comboi.

## Argument
Durant l'estiu de 1941, en un shtetl (poble jueu de l'Europa de l'Est), Schlomo, el boig del poble, arriba ofegat i destrossat. Anuncia als notables que ha vist l'exèrcit alemany i els seus esbirros endur-se tots els habitants d'un shtetl veí, a continuació els han deportat en tren, cap a una destinació desconeguda. Després d'aquest terrible testimoniatge, els vilatans queden completament embogits, tement patir pròximament la mateixa sort. De cop i volta, Schlomo suggereix que cal anticipar l'acció dels alemanys i que el poble ha d'organitzar doncs el seu propi tren de deportació qui travessarà les línies alemanyes i els portarà cap a la terra promesa, Palestina.

## Repartiment
- Lionel Abelanski: Schlomo
- Rufus: Mordechai
- Clément Harari: el Rabí
- Michel Muller: Yossi
- Agathe de la Fontaine: Esther
- Johan Leysen: Schmecht
- Bruno Abraham-Kremer: Yankele
- Marie-José Nat: Sura
- Gad Elmaleh: Manzatou
- Serge Kribus: Schtroul
- Rodica Sanda Tutuianu: Golda
- Sanda Toma: mare de Yossi
- Zwi Kanar: Lilenfeld
- Răzvan Vasilescu: el coronel tzigane
- Mihai Calin: Sami
- Ovidiu Cuncea: Moitl
- Marius Drogeanu: Mendel
- Vladimir Jurascu: Von Glück
- Robert Borremans: Hauptsturmführer S.S.
- Bebe Bercovici: Joshua
- Luminita Gheorghiu: Rivka
- Georges Siatidis: Itzik
- Cornel Vulpe: l'alcalde
- George Ulmeni: Grossman
- Michel Israel: El prudent

## Al voltant de la pel·lícula
El film està inspirat en l'activitat, durant la Segona Guerra mundial a Romania, de l'organització Aliyah, amb base a Bucarest i presidida per Eugène Meissner i Samuel Leibovici. Aquesta organització noliejava trens i vaixells per desallotjar els jueus romanesos cap a Istanbul (Bulgària era favorable a l'operació i Turquia, neutre). La Wehrmacht era present a Romania i Bulgària, aliades a l'Alemanya, i calia la complicitat dels maquis i dels resistents dels Căile Ferate Române (ferrocarrils) o del servei marítim romanès per passar. Tots no hi van arribar, com els passatgers del Struma.
Estrenat a la mateixa època que La vida és bella de Roberto Benigni, Tren de la vida tracta de la mateixa manera el difícil assumpte de la Shoah amb to de comèdia. Tanmateix va patir l'èxit internacional de La vida és bella que la va eclipsar.
Destacar el punt comú entre El tren de la vida i el film Brazil, on el protagonista principal de cadascun d'aquests dos films, davant de la impossibilitat física d'escapar-se, gira a la bogeria i s'evadeix mentalment via els somnis.

## Premis i nominacions

### Premis
- Mostra de Venècia 1998: Premi FIPRESCI i Premi Anica-Flash a la primera obra
- Festival de São Paulo 1998: Premi del públic i Premi de la crítica
- Festival de Cottbus 1998: Premi del públic
- Festival de Sundance 1999: Premi del públic (ex-æquo amb Corre, Lola, Corre)
- Festival dels Hamptons 1999: Premi del públic
- Festival de Miami 1999: Premi del públic
- Premi David di Donatello 1999: David di Donatello al millor film estranger[3]
- Nastro d'Argento 1999: Cinta d'argent europea.

### Nominacions
- Cèsars 1999: César a la millor esperança masculina per a Lionel Abelanski i César al millor guió original o adaptació per a Radu Mihaileanu
- Premi Las Vegas Film Critics Society 2000: Serra Award al millor film estranger
- Gran Prêmio do Cinema Brasileiro 2001: Millor film en llengua estrangera